# Operação Voronej-Kastornoie

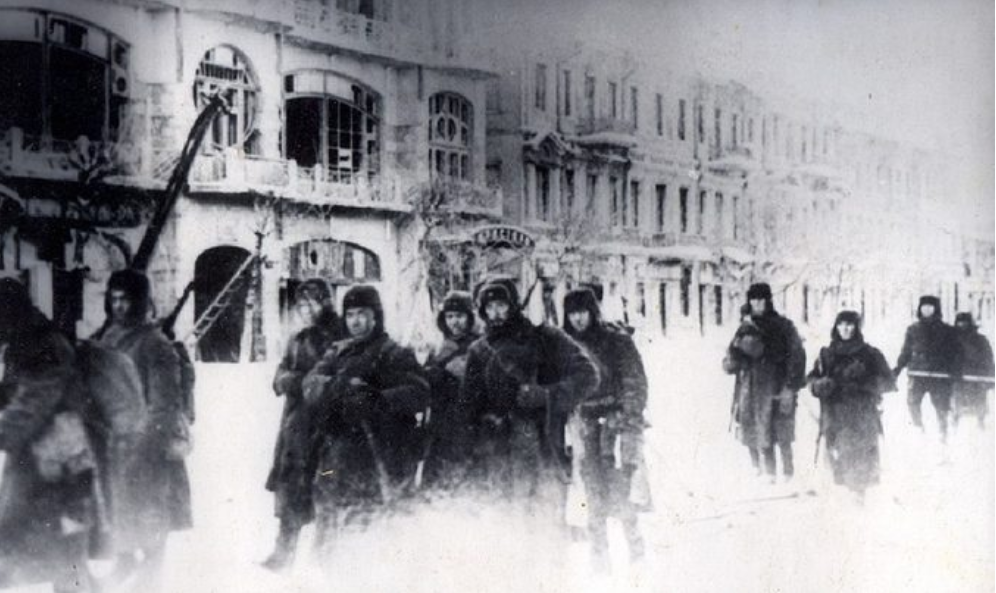
Os soviéticos chegando em Voronezh em 25 de janeiro de 1943.

A Batalha de Voronej de 1943 ou Operação Voronej–Kastornoie, muitas vezes citada em russo como a libertação de Voronej (освобождение Воронежа), foi uma contra-ofensiva soviética na Frente Oriental da Segunda Guerra Mundial, que levou à recaptura da cidade de Voronej em janeiro de 1943.

## Contexto
Realizada entre 24 de janeiro e 17 de fevereiro de 1943, ela correspondeu à quarta fase da ofensiva geral soviética no inverno de 1942-1943, imediatamente após a Ofensiva Ostrogojsk-Rossochansk.
O Eixo havia capturado Voronej em uma batalha de 1942 , e o 2º Exército alemão ocupou esta importante cabeça de ponte sobre o Don, junto com tropas húngaras que haviam escapado da destruição do 2º Exército Húngaro durante a Ofensiva Ostrogojsk-Rossochansk.

## Operação
O Exército Vermelho executou um novo movimento de pinça em condições difíceis de inverno. As tropas da Frente de Voronej, sob o comando do General Golikov, atacaram do sul, em colaboração com o flanco esquerdo da Frente de Briansk, liderado pelo General Max Reiter, que atacou pelo norte.
Os alemães, atacados em ambos os flancos, foram forçados a recuar em pleno inverno russo. Suas perdas foram consideráveis e o 2º exército alemão escapou por pouco da destruição, deixando uma grande lacuna na linha de frente do Eixo. A Operação Voronej–Kastornoie abriu o caminho para os soviéticos em direção a Kursk, que seria libertada durante a Operação Estrela, e permitiu aos soviéticos ameaçarem importante bastião alemão em Orel.